# Karaula
Karaula (tur. karavul [hane] i karagul [hane]: stražarnica) je vrsta fortificiranog vojnog objekta. Namjena mu je za osiguranje mostova, tunela, ulaza u tvrđave, vojarne, skladišta i za zaštitu državne granice. U vrijeme ratova protiv Osmanlija, u Hrvatskoj, Mađarskoj, Kranjskoj i Koruškoj karaule kojima je namjena bila zaštita granice zvale su se čardaci.